# 庄子哲雄
庄子 哲雄（しょうじ てつお、1947年11月16日 - ） は、日本の材料工学者。東北大学名誉教授。東北大学ディスティングイッシュトプロフェッサー。マサチューセッツ工科大学客員教授、国立応用科学院客員教授、日本学術会議会員等を歴任。

## 人物・経歴
1966年宮城県仙台第一高等学校卒業。1970年東北大学工学部機械工学科卒業。1972年東北大学大学院工学研究科機械工学専攻修士課程修了。1975年東北大学大学院工学研究科機械工学専攻博士課程修了、工学博士、東北大学工学部一般工学教室助手。1982年ニューカッスル大学金属及び材料科学科博士研究員。1983年東北大学工学部附属材料強度研究施設助教授。
1988年東北大学工学部機械工学第二学科材料計測・評価学研究室教授。1989年東北大学工学部附属破壊力学応用研究施設破壊力学基礎部門教授。1990年通商産業省工業技術院流動研究員、文部省核融合科学研究所共同研究員。1992年岩手大学非常勤講師、日本原子力研究所嘱託、宇宙開発事業団客員開発部員。1994年マサチューセッツ工科大学原子力工学科客員教授。1996年東北大学工学部附属破壊力学応用研究施設長、腐食防食協会理事、高知県工業技術センター客員研究員。
1997年日本設備管理学会評議員。1998年東北大学大学院工学研究科附属破壊力学応用研究施設長、日本機械学会材料力学部門副部門長、腐食防食協会東北支部長、腐食防食協会評議員。1999年東北大学大学院工学研究科附属破壊制御システム研究施設長、日本機械学会材料力学部門長、日本プラントメンテナンス協会TPM優秀賞審査委員、21世紀COEプログラム代表。
2000年東北大学評議員、日本機械学会評議員。2002年日本機械学会理事兼評議員。2004年東北大学大学院工学研究科副研究科長、東北大学エネルギー安全科学国際研究センター長。2005年東北大学理事（研究担当）、東北大学研究推進・知的財産本部長、かき研究所理事、みやぎ産業振興機構理事、東北テクノアーチ取締役。2006年東北大学理事（研究・国際交流担当）、東北大学研究推進・知的財産本部長、日本非破壊検査協会評議員、社会開発研究センター理事。
2007年東北大学中国代表事務所長、日本保全学会副会長、発電設備技術検査協会理事。2008年東北大学総長顧問、東北大学ディスティングイッシュトプロフェッサー、東北大学日仏ジョイントラボラトリー共同所長、原子力安全基盤機構SCC技術検討会委員長、日本学術会議連携委員。2009年国立応用科学院リヨン校客員教授。2011年日本学術会議会員。2012年定年退職、東北大学名誉教授。2018年東北大学未来科学技術共同研究センターシニアリサーチ・フェロー。環境助長割れを研究し、2020年には国際的に卓越した研究成果を挙げたとして、イギリスの腐食科学分野で最も権威あるUR Evans Awardを受賞し、副賞として美術刀を授与され、刀剣類所持許可を受けた。

## 受賞
- 米国腐食学会A.B.Campbell Award 1977[1]
- 日本機械学会奨励賞 1983[1]
- 日本機械学会論文賞 1990[1]
- 日本地熱学会論文賞 1990[1]
- 日本機械学会東北支部技術研究賞 1995[1]
- 米国腐食学会W. R. Whitney Award 1998[1]
- 日本機械学会材料力学部門賞業績賞 1998[1]
- 日本機械学会フェロ 2001[1]
- ASTM賞年間最優秀論文賞 2001[1]
- 日本機械学会材料力学部門国際交流表彰 2002[1]
- 日本溶射協会論文賞 2003[1]
- Institute of Theoretical and Applied Mechanics SB Russian Academy of Science, First Prime in the competition on fundamental investigations in the Institute of Theoretical and Applied Mechanics for 2003[1]
- 日本溶射協会論文賞 2004[1]
- 日本溶射協会優秀賞 2004[1]
- 日本非破壊検査協会奨励賞 2006[1]
- 中国科学院金属研究所Lee Hsun Award 2006[1]
- 日本機械学会材料力学部門賞功績賞 2007[1]
- 日本機械学会創立110周年記念功労者表彰 2007[1]
- 経済産業省原子力安全・保安院原子力安全功労者 2009[1]
- 国立応用科学院リヨン校名誉博士号 2011[1]
- 日本保全学会フェロー 2011[6]
- 文部科学大臣表彰科学技術賞研究部門 2012[6]
- 腐食防食協会岡本剛記念講演賞 2012[6]
- アールト大学名誉博士号 2012[6]
- 腐食防食学会功績賞 2013[6]
- 日本機械学会名誉員 2014[6]
- フランス腐食学会（Centre Français de l'Anticorrosion）The Great Medal of CEFRACOR 2015[6]
- UR Evans Award 2020[5]
- 国際腐食評議会（International Corrosion Council） Marcel Pourbaix Award 2021[7]